# Koranska Strana
 Koranska Strana  falu Horvátországban, Károlyváros megyében. Közigazgatásilag Barilovićhoz tartozik.

## Fekvése
Károlyvárostól 21 km-re, községközpontjától 10 km-re délnyugatra a Kordun területén, a Korana bal partján fekszik.

## Története
A településnek 1857-ben 122, 1910-ben 183 lakosa volt. Trianon előtt Modrus-Fiume vármegye Vojnići járásához tartozott. 2011-ben 11 lakosa volt.

## Lakosság
| Lakosság változása | Lakosság változása | Lakosság változása | Lakosság változása | Lakosság változása | Lakosság változása | Lakosság változása | Lakosság változása | Lakosság változása | Lakosság változása | Lakosság változása | Lakosság változása | Lakosság változása | Lakosság változása | Lakosság változása | Lakosság változása |
| ------------------ | ------------------ | ------------------ | ------------------ | ------------------ | ------------------ | ------------------ | ------------------ | ------------------ | ------------------ | ------------------ | ------------------ | ------------------ | ------------------ | ------------------ | ------------------ |
| 1857               | 1869               | 1880               | 1890               | 1900               | 1910               | 1921               | 1931               | 1948               | 1953               | 1961               | 1971               | 1981               | 1991               | 2001               | 2011               |
| 122                | 124                | 154                | 172                | 155                | 183                | 154                | 160                | 127                | 123                | 115                | 82                 | 45                 | 27                 | 13                 | 11                 |